# We Are the Heroes
A We Are the Heroes (magyarul: Mi vagyunk a hősök) egy pop-rock dal, amely Fehéroroszországot képviselte a 2012-es Eurovíziós Dalfesztiválon. A dal a 2012. február 14-én rendezett belarusz nemzeti döntőben vett részt, ahol a nézői szavazatok alakították ki a végeredményt, és a dal a második helyen végzett az ötfős döntőben, Alyona Lanskaya All My Life című balladája mögött. 2012. február 24-én Aljakszandr Lukasenka belarusz köztársasági elnök bejelentette, hogy valószínűleg csalás történt a szavazatok számlálásakor, ezért visszaléptette a győztes dalt, helyére pedig a We Are the Heroest tette. A dalt az belarusz Litesound együttes adta elő angolul.
Az Eurovíziós Dalfesztiválon dalt a május 24-én rendezett második elődöntőben adták elő, a fellépési sorrendben ötödikként, a máltai Kurt Calleja This Is the Night című dala után és a portugál Filipa Sousa Vida minha című dala előtt. Az elődöntőben 35 ponttal a tizenhatodik helyen végzett, így nem jutott tovább a döntőbe.
A következő fehérorosz induló Alyona Lanskaya volt Solayoh című dalával a 2013-as Eurovíziós Dalfesztiválon.

## Külső hivatkozások
- Dalszöveg
- YouTube videó: A We Are the Heroes című dal előadása a fehérorosz nemzeti döntőben